# Kraftfahrzeugsteuer
Die Kraftfahrzeugsteuer, kurz Kfz-Steuer, ist Teil der Kraftfahrzeugbesteuerung.

## Allgemeines
Die Kfz-Steuer kommt in zwei verschiedenen Formen vor:
- als Besteuerung der Zulassung
- als Besteuerung des Haltens

Welche der beiden Besteuerungsformen gewählt wird, richtet sich nach dem jeweiligen nationalen Recht. In den meisten Staaten unterliegen beide Tatbestände der Steuer.
Zur Besteuerung können verschiedene Bemessungsgrundlagen herangezogen werden:
- Typ des Kraftstoffs (Benzin, Diesel, Erdgas)
- Höhe der CO2-Emissionen (g/km) - Kraftstoffverbrauch
- Abgasnorm (Schadstoffklasse)
- Fahrzeuggewicht
- Kaufpreis (auf Netto oder incl. MwSt.)
- Motorleistung (kW)
- Hubraum (cm³)
- Lärm (Geräuschklasse)
- Region
- Alter des Kfz (z. B. bei Oldtimer-Kennzeichen)
- Sicherheitsausstattung

Auch Steuerbefreiungen bzw. -reduzierungen sind möglich, z. B. bei Elektroantrieb.

## Dänemark
In Dänemark gibt es unterschiedliche Kraftfahrzeugsteuern. Bei der Erstzulassung bzw. beim Import eines Kfz muss eine Zulassungssteuer gezahlt werden. Diese richtet sich nach dem Kaufpreis und steigt von 25 % auf 85 % ab einen Kaufpreis von 65.800 Dänische Kronen (ab 204.600 Kronen zusätzlich 150 % des restlichen Steuerwerts). Diese Steuer ist in Deutschland auch als „Luxussteuer“ bekannt. Bei emissionsfreien bzw. -armen Fahrzeuge gibt es Steuerreduzierungen bzw. -befreiungen. Zudem wird eine Gewichts- bzw. Ökosteuer erhoben, die regelmäßig im Voraus bezahlt werden muss. Bei privat genutzten Lieferwagen kann eine zusätzliche Steuer fällig werden.

## Deutschland
Die Kraftfahrzeugsteuer in Deutschland wird nur auf das Halten eines Kraftfahrzeuges erhoben und ist eine Verkehrsteuer. Bei der Zulassung wird keine Steuer, aber eine kommunale Verwaltungsgebühr erhoben.

## Europäische Union
In der Europäischen Union existieren nur wenige Gemeinschaftsvorschriften in Bezug auf die Besteuerung von Kraftfahrzeugen. Ab September 2018 werden aber CO2-Werte (die in die Kfz-Steuer der EU-Länder einfließen können) verbindlich nach dem WLTP gemessen.

## Frankreich
Frankreich nutzt zur Berechnung der Kfz-Steuer die Höhe der CO2-Emissionen. Für Privatautos muss ein jährlicher Pauschalbetrag von 160 Euro gezahlt werden, wenn sie mehr als 190 g CO2/km ausstoßen. Seit dem 1. Januar 2020 gilt eine deutliche Erhöhung der Steuer auf Zulassung eines Autos, die auch nach dem Ausstoß von CO2/km berechnet wird und bis zu 20.000 Euro betragen kann.

## Großbritannien
In Großbritannien wurde 2018 die Verbrauchsteuer auf neue Dieselfahrzeuge erhöht. Zudem gab es eine Steuererhöhung auf das Halten von Dieselfahrzeugen. Sie ist abhängig vom CO2-Ausstoß, der in acht Klassen gegliedert ist. Betroffen sind alle Dieselfahrzeuge ohne Verbrauchsnachweis nach WLTP.

## Italien
In Italien setzt sich die Höhe der Kfz-Steuer aus der Motorleistung und der EU-Abgasnorm zusammen. Zudem wird seit 2012 eine Luxussteuer auf Autos mit mehr als 185 kW Nennleistung erhoben.

## Japan

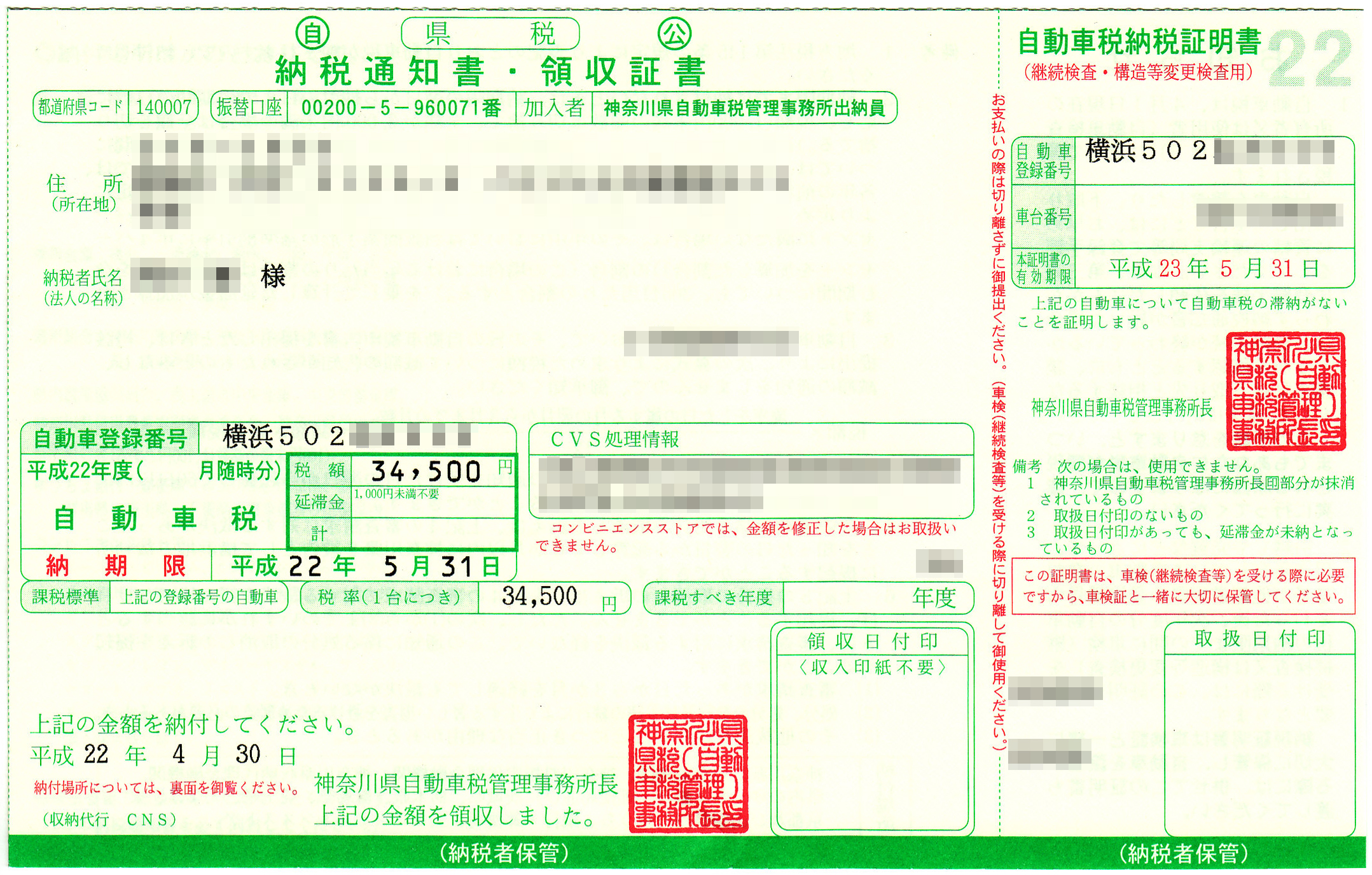
Automobilsteuerdokument 2011

In Japan existieren drei Kfz-Steuern:
- Eine Steuer auf das Halten (japanisch 自動車税, jidōsha zei wörtlich „Automobilsteuer“), die jährlich am 1. April bezahlt werden muss und eine Hubraumsteuer ist. Für Kei-Cars muss eine andere, niedrigere Steuer (軽自動車税, keijidōsha zei „Leichtautomobilsteuer“) gezahlt werden. Während die Steuer für normale Kfz an die Präfekturen gezahlt werden muss, geht die Kei-Car-Steuer an die Gemeinden.
- Eine Gewichtsteuer (自動車重量税, jidōsha jūryō zei „Automobilgewichtsteuer“), die beim Kauf und danach immer bei der wiederkehrenden Shaken-Hauptuntersuchung bezahlt werden muss.
- Eine Erwerbsteuer (自動車取得税, jidōsha shutoku zei „Automobilerwerbsteuer“), die 3 % beträgt und bei Kei-Cars bzw. bei gewerblich angemeldeten Kraftfahrzeugen auf 2 % reduziert ist und zusätzlich zur Mehrwertsteuer erhoben wird.

Es gibt Steuerermäßigungen bei einer alternativen Antriebstechnik und nach Alter und Effizienz (NOx-Emissionen).

## Niederlande
Die Niederlande zieht als Kriterien für die Höhe der Kfz-Steuer bei Privatfahrzeugen das Eigengewicht, die Provinz, den Kraftstoff und die Abgasemissionen heran.